# Daktyloskopie

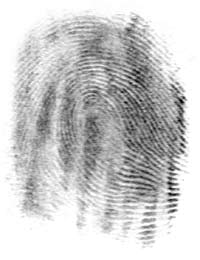
Fingerabdruck

Die Daktyloskopie (von altgriechisch δάκτυλος dáktylos ‚Finger‘ und σκοπιά skopiá ‚Ausschauen‘, ‚Spähen‘) beschäftigt sich mit den Papillarleisten in den Handinnen- und Fußunterseiten.
Auf ihr basiert das biometrische Verfahren des daktyloskopischen Identitätsnachweises – auch Fingerabdruckverfahren genannt –, das auf der biologischen Unregelmäßigkeit menschlicher Papillarleisten in den Hand- und Fußinnenseiten beruht. Die individuellen Muster von Fingerspitzen, Handinnenflächen und Fußsohlen dienen in der Forensik der Identifizierung von Personen.

## Hintergrund

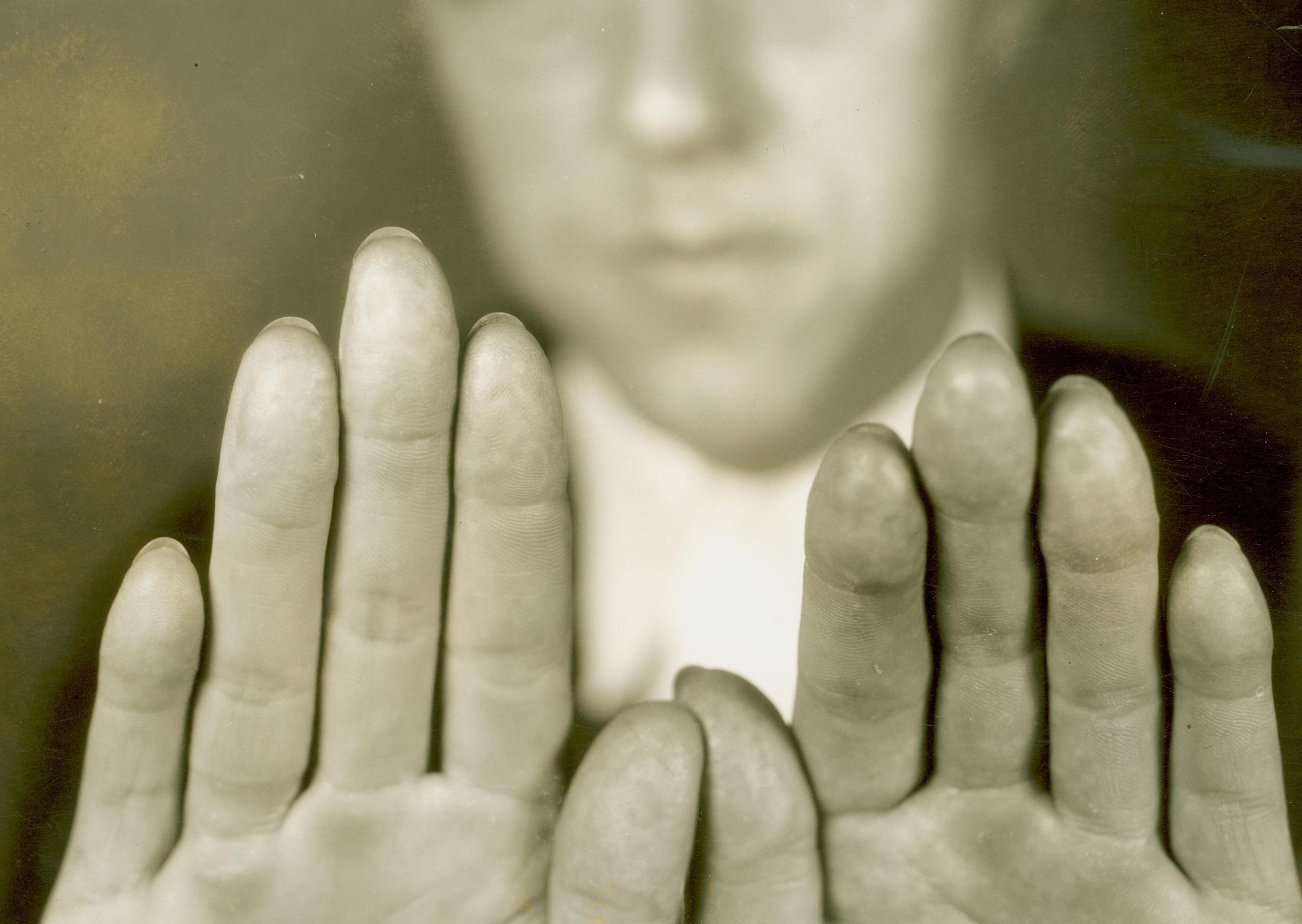
Der Kriminelle Alvin Karpis veränderte seine Fingerabdrücke gezielt (Foto: FBI)

### Allgemeines
Die Papillarleisten bilden sich im vierten Embryonalmonat innerhalb des Mutterleibs. Ohne Fremdeinwirkung bleiben die von den Papillarleisten gebildeten Muster bis zum Tod unverändert, während die Mustergrößen und Linienabstände sich geringfügig durch das Körperwachstum und Alterungsprozesse im Lauf des Lebens ändern. Fingerspitzen, deren Abducksmuster durch Verletzungen wie beispielsweise Schnitte oder Verbrennungen beschädigt werden, verlieren ihre spezifischen Merkmale in der Regel nur vorübergehend, da Fingerabdrücke sich so gut regenerieren können, dass sie, nach Abschluss der Wundheilung, wieder ihre charakteristischen Merkmale aufweisen.
Das individuelle Muster, das sich mit der Entwicklung der Haut bildet, ist genetisch festgelegt. Es konnte nachgewiesen werden, dass sich Umgebungseinflüsse im Uterus, insbesondere die Ernährung der Mutter, auf die Ausgestaltung der Fingerabdrücke auswirken.
Eineiige Zwillinge haben Fingerabdrücke, die sich ähnlich sein können, sich aber in kleinen Details, den Minutien, unterscheiden. Diese kleinen Unterschiede können ausreichen, um einen Menschen eindeutig zu identifizieren, wohingegen eineiige Zwillinge bei einer DNS-Analyse nicht bzw. nur mit einem sehr hohen Aufwand voneinander zu unterscheiden sind.
Beschaffenheit, Anordnung und Verlauf der Papillarleisten machen die Individualität der Fingerabdrücke aus. Dies führt zu einer Identifizierung von Personen, unbekannten Toten oder unbekannten Personen. Die Daktyloskopen (speziell ausgebildete Kriminaltechniker der Kriminalpolizeien), bis hin zu den durch das Bundeskriminalamt in Wiesbaden geprüften und leitenden Sachverständigen für Daktyloskopie, sprechen von Bogenmuster, Schleifenmuster und Wirbelmuster. Hierbei handelt es sich um die Grundmuster. Schaut man sich einen Finger genauer an und betrachtet das Papillarleistengebilde, sieht man andererseits auch die anatomischen Merkmale, die vom Grundmuster aus eine weitere und tiefere Spezifikation zulassen. Papillarleisten, die plötzlich enden, solche die sich verzweigen oder öffnen, Merkmale wie Augen oder Inseln, sich ausweichende Endstücke, Haken oder Gabelungen in verschiedene Richtungen oder auch nur einzelne kurze Linien. Dies ist nur eine kleine Auswahl aus mehreren fest definierten anatomischen Merkmalen, die den Kriminaltechnikern der Daktyloskopie weltweit und in der Definition auch ohne Sprachinterferenzen absolut gleichlautend zur Verfügung stehen. Diese Merkmale werden „anatomische Merkmale“ oder „Minutien“ (lat. für Kleinigkeiten) genannt. Poroskopie (Porenverlaufsbilder innerhalb der Papillarleistenhaut und deren Lage sowie Abstand zueinander) und Edgeoskopie (Kantenverlauf der Papillarleisten) werden in der Bundesrepublik Deutschland bislang teilweise angewandt, wobei eine Neuüberlegung der AG Kripo zu dieser Detailanwendung noch aussteht.

### Kontroverse

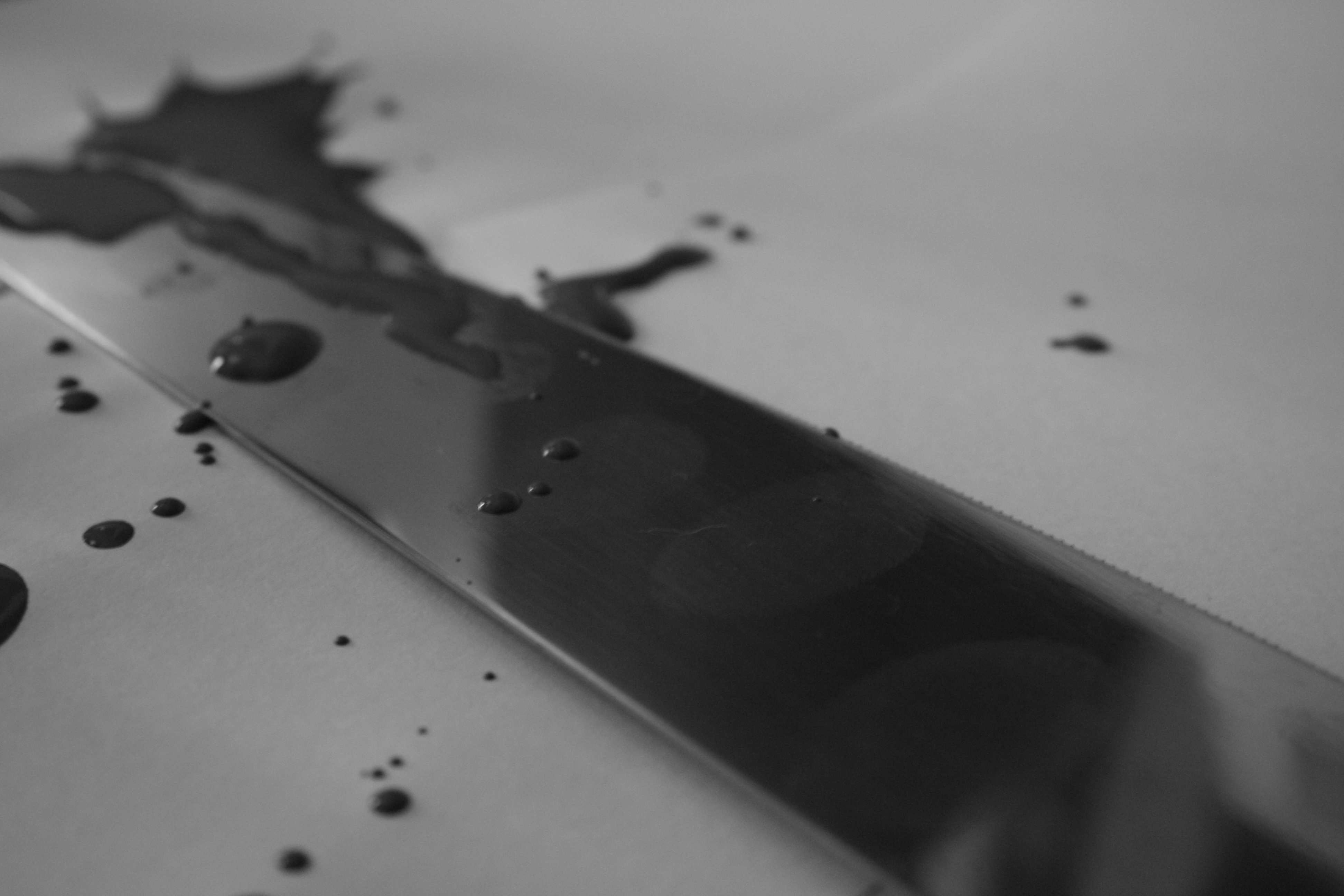
Fingerabdrücke auf einem Messer

Die Verwendung von Fingerabdrücken in der Forensik wird zum Teil kontrovers diskutiert. Da Fingerabdrücke in keiner Naturwissenschaft (Biologie, Anthropologie) eine direkte Anwendung finden, wurde die Verwendung von Fingerabdrücken schon früh von der Kriminalistik monopolisiert. Deshalb ist die Frage berechtigt, ob der Vergleich von Fingerabdrücken naturwissenschaftlichen Kriterien standhält. Im Vergleich zu DNA-Profilen oder Spuren-Analysen mit Gaschromatographie-Geräten, wo die Wahrscheinlichkeit eines Fehlschlusses bekannt ist, gibt es zur Zuverlässigkeit von Fingerabdruck-Vergleichen (z. B. die Häufigkeit eines falsch-positiven Ergebnisses) erst wenige Studien.
Eine weitere Kontroverse betrifft die Aussage, Fingerabdrücke veränderten sich im Laufe des Lebens von selbst, die wissenschaftlich nicht haltbar ist. Jedoch sind Veränderungen möglich, wenn Menschen bestimmten Einflüssen ausgesetzt sind, beispielsweise durch eine Chemotherapie oder eine längere äußerliche Behandlung mit Cortison.

## Verfahren
Da jeder Mensch ein eigenes Hautleistengebilde auf den acht Fingerbeeren (proximal gesehen letzte Fingerglieder), den zwei Daumen, den Handflächeninnenseiten sowie den Fußunterseiten und Fußzehenunterseiten besitzt, ist es möglich, dass die Zugehörigkeit eines solchen Abdrucks zu einem bestimmten Individuum rechtswissenschaftlich gesichert und ohne jeden Zweifel zugeordnet werden kann.
Während auf einem vollständigen Fingerabdruck etwa 40–100 anatomische Merkmale erkennbar sein können, müssen sich Daktyloskopen oft mit weniger anatomischen Merkmalen begnügen, weil solche „nicht bewusst und freiwillig gelegte“ Fingerabdrücke oft nur noch in Teilbereichen (Fragmenten) vorhanden sind.
Die Formel, mit der ein Fingerabdruck ausgewertet wird, enthält bis zu 1000 Zeichen und Ziffern. Erfasst werden nur etwa 40 Mustermerkmale, weshalb die Iriserkennung und die Gesichtserkennung heute immer öfter verwendet werden. Verletzungen und Schweiß verändern den Fingerabdruck nicht, bereiten jedoch Probleme bei der Identifizierung und machen sie teilweise sogar unmöglich.

### Sicherung

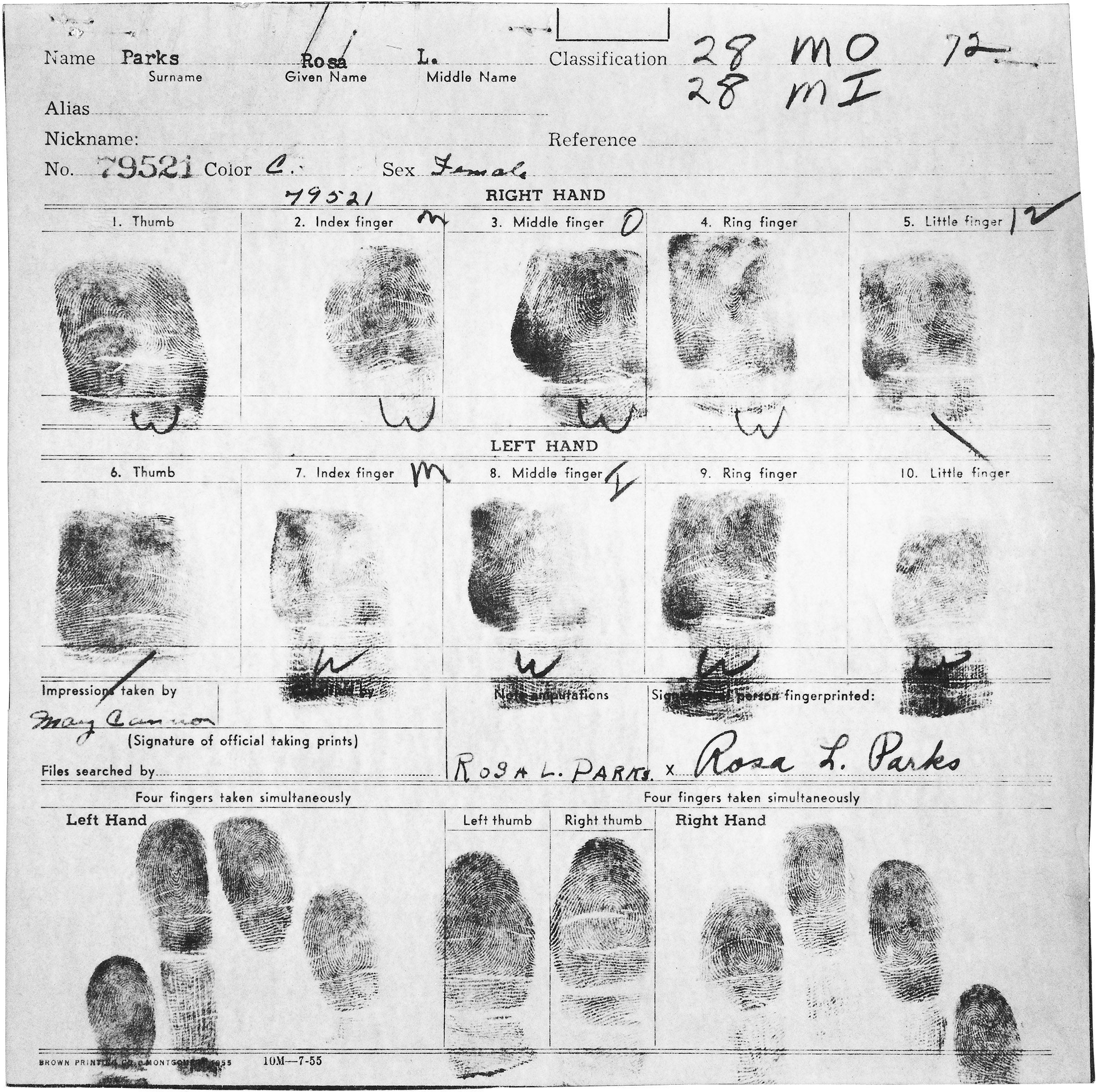
Gesicherte Fingerabdrücke im Rahmen einer Erkennungsdienstlichen Behandlung (Rosa Parks, 1955)

Notwendig für eine Spurenauswertung ist das Auffinden, Sichtbarmachen, also insbesondere das Erzeugen eines optischen Kontrastes zur Spurenträgeroberfläche, und die Sicherung der Spur.
Je nach Beschaffenheit der Oberfläche werden dazu physikalische oder chemische Verfahren verwendet.
Vor allem bei der Suche außerhalb von Spurensicherungslaboren ist immer noch die Anwendung von Spurensicherungspulvern gebräuchlich, die adhäsiv an den Substanzen der Fingerspur haften. Sie werden jedoch zunehmend durch andere Techniken ergänzt. Zum Standard in den Laboren der deutschen Kriminalpolizei gehören das Ninhydrin-Verfahren und die Behandlung mit DFO (1,8-Diaza-9-fluorenon) für Papiere sowie die Cyanacrylatbedampfung oder die Hochvakuum-Metallbedampfung für die sogenannten „nichtsaugenden“ Oberflächen, also Oberflächen, die keine Diffusion in die Tiefe des Spurenträgers zulassen.
Fingerabdrücke werden auch mit Lasertechnologien auffindbar und sogar dreidimensional sichtbar gemacht und gesichert.

## Geschichte
Das Fingerabdruckverfahren ist das älteste aller biometrischen Verfahren. Schon im Jahre 1858 kam Sir William James Herschel (1833–1917), britischer Kolonialbeamter in Bengalen (Indien), auf die Idee, Personen anhand ihrer Fingerabdrücke zu unterscheiden. Er registrierte damit ab 1860 Zahlungsempfänger, um Identitätsschwindel zu verhindern. Pensionsbetrug durch Mehrfachauszahlungen in der britischen Kolonialarmee konnte er so wirksam unterbinden. Trotz seiner Erfolge in Bengalen gelang es ihm nicht, dieses System über Indien hinaus durchzusetzen. Er unternahm einen Anlauf, auf diese Weise auch neu eingelieferte Straftäter zu erfassen, doch zielte er bei seinem Verfahren vorwiegend auf administrative Verwendungszwecke ab. Herschels Verdienst ist es, als erster über eine Sammlung verfügt zu haben, mittels derer er zeigen konnte, dass sich Fingerabdrücke im Zeitablauf nicht verändern und zur Identifizierung von Menschen dienen können.
Etwa zur gleichen Zeit gelangte, unabhängig von Herschel, ein in Japan lebender Schotte namens Henry Faulds nach eingehenden Untersuchungen der menschlichen Hautleisten zu den gleichen Erkenntnissen. Er machte 1880 den Vorschlag, die Fingerabdrücke am Tatort zur Überprüfung von Verbrechern zu nutzen und dafür alle zehn Finger zur Aufnahme von Fingerabdrücken zu daktyloskopieren. Seine Bemühungen führten jedoch zu keinem Erfolg.
Als wesentliches Problem wurde gesehen, dass eine durchgängige und einfache Klassifizierung gewonnener Fingerabdrücke noch nicht gelungen war und daher die praktische Verwendung durch Polizeibehörden im Erkennungsdienst skeptisch betrachtet wurde. Ohne Klassifizierungssystem erforderte das Herausfinden eines bestimmten Fingerabdrucks aus einer Sammlung von Abdruckblättern den Vergleich eines am Tatort gewonnenen Abdrucks mit sämtlichen in einer polizeilichen Sammlung vorhandenen Abdruckblättern. Demgegenüber bestand zugunsten der Bertillonage vorübergehend noch der Vorteil, dass jene über ein Klassifizierungssystem verfügte, welches das Herausfinden des Datenblatts auch einer umfangreichen Sammlung binnen weniger Minuten ermöglichte.
Dem Engländer Francis Galton (1822–1911) war es vorbehalten, das im Wesentlichen heute noch verwendete Klassifizierungssystem der Daktyloskopie bis 1892 zu entwickeln, die der praktischen Verwendung als Identifizierungsmittel bei Polizeibehörden den Weg ebnete.

Edward Richard Henry

Ende des 19. Jahrhunderts hatte der britische Forscher Edward Richard Henry zusammen mit zwei indischen Assistenten die Muster klassifiziert und im sogenannten „Henry-System“ erfasst. Diese Codierung, sozusagen das Handlinien-Alphabet, ermöglicht den Experten erst einen Vergleich von individuellen Fingerabdrücken.
Heute erstellt das AFIS (Automatisiertes Fingerabdruckidentifizierungssystem) mit Hilfe von Computern die geometrische und topografische Analyse einer Fingerspur, die durch die Polizei gesichert wurde, und vergleicht das Ergebnis mit den im Archiv gespeicherten Fingerabdrücken. Die übereinstimmenden Treffer in der Datenbank werden dann nochmals von ausgebildetem Personal manuell überprüft, um Irrtümer zu vermeiden.
Nachdem 1892 in La Plata (Argentinien) weltweit erstmals ein Doppelmord mit Hilfe eines Fingerabdrucks aufgeklärt wurde, sorgte der Kriminologe Ivan Vučetić (1858–1925) im Jahr 1896 für die landesweite Einführung der Daktyloskopie und gründete das Büro für Statistik und Erkennungswesen in La Plata. Argentinien war somit das erste Land der Erde, das die Daktyloskopie als Identifizierungssystem einführte.
Die Einführung der Daktyloskopie in Europa war dagegen nicht unumstritten, da ab Mitte der 1880er Jahre die Bertillonage in vielen Ländern Europas eingeführt worden war. Der Erfolg der Daktyloskopie war allerdings nicht mehr aufzuhalten und so wurde das Verfahren in Großbritannien im Jahre 1901 eingeführt. Die erste verbriefte Anwendung der Daktyloskopie in einem gerichtlichen Verfahren in Europa erfolgte 1902 im französischen Scheffler-Mordprozess. 1914 löste sie in Frankreich endgültig die Bertillonage ab, nachdem sich die Schwächen des Systems unter anderem im Fall des Vincenzo Peruggia gezeigt hatten.  Dieser hatte beim Diebstahl der Mona Lisa zwar seine Fingerabdrücke am Tatort hinterlassen, aber diese konnten trotz Registrierung in nach Körpermaßen sortierten Karteikästen nicht gefunden werden. In Deutschland wurde die Daktyloskopie 1903 eingeführt, zuerst durch Paul Koettig (1856–1933) am Polizeipräsidium Dresden.